# Vaida Pikauskaitė
Vaida Pikauskaitė (29 de março de 1991) é uma desportista lituana que competiu no ciclismo na modalidade de pista, especialista na prova de perseguição por equipas.
Ganhou duas medalhas no Campeonato Europeu de Ciclismo em Pista, ouro em 2012 e prata em 2010.

## Medalheiro internacional
| Campeonato Europeu | Campeonato Europeu    | Campeonato Europeu | Campeonato Europeu      |
| Ano                | Lugar                 | Medalha            | Competição              |
| ------------------ | --------------------- | ------------------ | ----------------------- |
| 2010               | Pruszków ( Polónia)   | Medalha de prata   | Perseguição por equipas |
| 2012               | Panevėžys ( Lituânia) | Medalha de ouro    | Perseguição por equipas |